# ساسی
ساسان حیدری یافته  (زادهٔ ۲۰ آبان ۱۳۶۷) معروف به ساسی که پیش‌تر با نام ساسی مانکن شناخته می‌شد، خواننده، ترانه‌سرا و آهنگساز موسیقی پاپ و رپ اهل ایران است. او سال ۲۰۱۲ میلادی به کوالا لامپور، مالزی و از آنجا به آمریکا رفت و به فعالیت خود ادامه داد.
رویترز وی را در سال ۱۳۸۸ به عنوان یکی از مشهورترین خوانندگان رپ زیرزمینی ایران توصیف کرده است.

## زندگی و فعالیت هنری
ساسی در میانهٔ دههٔ هشتاد به همراه همشهری‌اش حسین مخته به شهرت رسید و تا چند سال یعنی زمان پخش آهنگ «گوشواره» به همکاری با او ادامه داد. ساسی پس از جدایی از حسین مخته بیشتر آهنگ‌هایش را انفرادی خوانده و تنظیم آن‌ها را بیشتر به امیرمسعود و سپس به امیر ارشیا سپرده است.
وی پیش از نخستین مصاحبهٔ رسمی‌اش در تابستان ۱۳۹۱ که در آن برای نخستین بار زادروز صحیح خود را (در گفتگو با لیلی نیکونظر از آمریکا) اعلام کرد، بیشتر خود را بزرگتر از سن واقعی‌اش معرفی می‌نمود تا قضاوت عامه دربارهٔ آهنگ‌هایش با لحاظ سن و سال جوانش تحت تأثیر قرار نگیرد.
رویترز وی را در سال ۱۳۸۸ به عنوان یکی از مشهورترین خوانندگان زیرزمینی ایران توصیف کرد.
ساسی مانکن که ساکن کرج و دانشجوی رشتهٔ کامپیوتر (نرم‌افزار) دانشگاه نواب قزوین بوده است، با موفقیت برخی آهنگ‌ها مانند «رپ بندری» در سال ۸۶ و «پارمیدا» در سال ۸۷، درس و دانشگاه را رها کرد و به‌شکل حرفه‌ای به خوانندگی پرداخت.

## جراید
روزنامهٔ اعتماد ملی در خرداد ۱۳۸۸ نوشتاری به قلم مسعود سالاری دربارهٔ ترانه‌های ساسی مانکن زیر نام «چه کسی از ساسی مانکن می‌ترسد» چاپ کرد که پس از سهل ممتنع شمردنشان آن‌ها را مثال‌زدنی خواند: قافیه‌پردازی‌های به شدت امروزی با درون‌مایه و واژگانی بسیار روزآمد که گاه به جز نسل جوان، کسی به سختی آن را می‌فهمد.
این نوشتار از «بازی جابجایی قافیه‌ها»، «قافیه‌های امروزی»، «قافیه‌های آمیختنی»، «مفاهیم امروزی»، «درون‌مایه‌های دست‌نخورده ولی آشنا» در ترانه‌های ساسی مانکن نمونه‌هایی آورده و می‌نویسد: «وقتی می‌خواهید سطری چون آن‌ها بنویسید درمی‌یابید تا چه پایه خطیرند: نه تقطیع هندسی شعرهای کلاسیک را دارند، نه وزن و بحور عروضی و کوتاه و بلندی مصاریعشان قدمایی است و نه قافیه و ردیف را به شیوهٔ سنتی به کار می‌برند، در عین حال روی آهنگ‌های کلاسیک و ضربی به شدت جفت و جور می‌شوند و انتظار سنتی شنونده برای شنیدن قافیهٔ مطلوب را برآورده می‌کنند و در نهایت به دل می‌نشینند.»

## حواشی و جنجال‌ها

### دیدار با کروبی
در سال ۱۳۸۸ در جریان انتخابات دهمین دوره ریاست‌جمهوری ایران، خبر دیدار مهدی کروبی، یکی از نامزدهای ریاست جمهوری، با ساسی با توجه به فعالیت بدون مجوز این خواننده، مورد توجه رسانه‌ها قرار گرفته، حواشی و برجسته‌سازی‌هایی (به خصوص در سایت‌های مخالف کروبی) در پی داشت. تا جائیکه برخی سایت‌ها زیر عنوان «پس‌لرزه‌های دیدار با ساسی» مطالبی در نقد کروبی نوشتند.
در واکنش به این حواشی احمد زیدآبادی علت رأی خود به کروبی را دیدار با ساسی عنوان کرد.
برخی منابع از اجرای زندهٔ ساسی برای کروبی نیز خبر دادند.

### دستگیری
ساسی در ۷ فروردین ۱۳۸۹ در حالی که برای انجام چند جشن خانگی در کیش به سر می‌برد، بازداشت شد. بعضی از منابع علت بازداشت او را حمایت از مهدی کروبی در انتخابات ریاست جمهوری و برخی «رقاصی در بازار کیش» دانستند. در همین باره «گویا نیوز» مطلبی طنز زیر عنوان «ساسی مانکن پشت ویترین اوین» منتشر کرد.

### اظهارات نیروی انتظامی دربارهٔ ساسی
یک هفته پس از دستگیری ساسی، جانشین فرمانده نیروی انتظامی، سردار رادان در رابطه با دستگیری ساسی گفت: «پلیس کسی مانند این فرد را که به اصطلاح به دنبال ناهنجاری باشد، حتماً در زمرهٔ دستگیری‌های خود قرار می‌دهد.»
با وجود این، ساسی در مصاحبه با سایت رپفا دستگیری خود را تنها یک شایعه دانست.

### توبیخ اریکهٔ ایرانیان به خاطر ساسی
در سال ۱۳۸۸ حضور ساسی در مراسم افتتاحیهٔ فیلم حرکت اول به دعوت تهیه‌کنندهٔ این فیلم (مرتضی شایسته)، واکنش معاونت امور سینمایی و سمعی و بصری وزارت ارشاد را در پی داشت. در گزارش روابط عمومی این معاونت با اشاره به حضور «یکی از خوانندگان»، آمده است: «برگزاری هر گونه همایش و جلسه در سینماهای کشور باید با هماهنگی اداره کل نظارت و ارزشیابی و دفتر مجامع سینمایی باشد و این جلسه (مراسم افتتاحیهٔ حرکت اول) بدون هماهنگی و اخذ مجوزهای لازم انجام شده که با سینمای مورد نظر برخورد لازم انجام خواهد گرفت.»
سایت تابناک نیز اشاره‌ای به حضور ساسی در این افتتاحیه داشته است.

### همکاری با خوانندگان داخلی
در اسفند ۹۴ قطعهٔ «مطمئنم» علی لهراسبی با شعر و ملودی ساسان یافته روانهٔ بازار موسیقی فارسی شد که سایت موسیقی ما این همکاری را مانند همکاری لهراسبی با شادمهر جنجالی خواند.

### انتقادات از محتوای نامناسب
پخش آهنگ جنتلمن به مناسبت جشن روز معلم سال ۹۸ در مدارس ایران و انتشار گستردهٔ آن در شبکه‌های مجازی واکنش‌های فراوانی در پی داشت. علی مطهری، نایب رئیس مجلس، این ویدئوها را «کلیپ‌های رقاصی و آهنگ‌های مبتذل» خوانده و خواستار آن شد که وزیر آموزش و پرورش در این باره «پاسخگو باشد». وی همچنین خواستار برکناری مدیران چنین مدارسی شد. محمد بطحایی، وزیر آموزش و پرورش، که اظهاراتش دربارهٔ سند ۲۰۳۰ خبرساز شده بود به سرعت وقایع چند مدرسه را تخطئه و تصریح کرد متخصصانی را مأمور پیگیری ریشهٔ تولید کلیپ‌های اخیر کرده است. او از پلیس فتا و مسئولان قضایی خواست تا آموزش و پرورش را برای یافتن خاطیان یاری رسانند. در عین حال عده‌ای از کاربران شبکه‌های مجازی بازخوانی واژه‌های اروتیک توسط دانش‌آموزان را نامناسب دانستند.
همچنین پس از انتشار آهنگ «دکتر» انتقادات زیادی در شبکه‌های اجتماعی به محتوای آهنگ او وارد شده و از سوی عده‌ای «سخیف و مبتذل» دانسته شد. برای نمونه پویا خوانندهٔ مقیم لس آنجلس به تندی از او انتقاد کرد و آن را اثری بدآموز که در تربیت کودکان تأثیر منفی دارد، عنوان کرد.

### همکاری با الکسیس تگزاس
در اسفند ماه سال ۱۳۹۹، انتشار موزیک‌ویدیوی ترانهٔ «تهران، توکیو» ساسی مانکن با حضور پورن استار مطرح، الکسیس تگزاس با انتقادات زیادی مواجه شد. گروهی ترانه‌های او را غیراخلاقی برای مخاطبان کم سن و سال و سقوط در هنر و فرهنگ نامیدند که نتیجهٔ جلوگیری از شادی واقعی در جامعه و عدم آموزش موسیقی ایرانی در مدارس است و گروهی مقصر را فعالیت ضعیف صدا و سیما در زمینهٔ موسیقی و نگاه بستهٔ آن دانستند.
همچنین محمد سرشار، مدیر شبکهٔ کودک صدا و سیما، خواستار تعقیب بین‌المللی و دستگیری ساسی مانکن، بر اساس بند الف مادهٔ ۳۴ کنوانسیون حقوق کودک شد. پیش از این نیز او به علت استفاده از الفاظ جنسی در آهنگ‌هایش مورد انتقاد قرار گرفته بود. با این حال، امیر تتلو خوانندهٔ مقیم ترکیه از ساسی حمایت کرد و ترانهٔ او را جذاب دانست.

### بازداشت همکاران ساسی در ایران
۲۰ اسفند ماه ۱۳۹۹ دادسرای امنیت اخلاقی در اطلاعیه خود از دستگیری چند شهروند تهرانی (من برادرز) که از عوامل ساخت موزیک ویدیوی در ارتباط با آهنگ تهران، توکیو بودند، خبر داد.
در این اطلاعیه ادعا شده؛ «دادسرا متعهد می‌شود در صورت انتشار موزیک ویدیوی کامل ساسان حیدری، ضمن تلاش جهت تحت پیگیری قرار دادن نامبرده در مراجع حقوقی بین‌المللی، برخورد قضائی قاطع با همکاران، کمک کنندگان و ارسال کنندگان دابسمش به نامبرده در داخل کشور را نیز دستور کار خود قرار دهد».

## ترانه‌شناسی

### آلبوم‌ها
- بدسلیقه (۱۳۹۵)
- ایرانیزه (۱۳۹۶)

### تک‌آهنگ‌ها
- ۱۳۸۵
  - دیس صامت (همراه با مخته و علی یللی و پیشتاز)
  - نیناش ناش (همراه با رادین بند)
  - پارمیدا (همراه با علیشمس و مخته)
  - پاستوریزه (همراه با فرید و مخته)
  - ای جان جان (همراه با مخته و سعید اثبات آرش شریفی)
  - بدو بدو (همراه با مخته)
  - قلقلک نده (همراه با حسام استپس و مخته)
- ۱۳۸۶
  - رپ بندری (همراه با مخته)
- ۱۳۸۷
  - گوشواره (همراه با علیشمس و امیر مسعود)
- ۱۳۸۸
  - تهرانو LA کن
- ۱۳۸۹
  - ICU to IQ
  - استند بای
  - یه کاری کن رقصمون بیاد
- ۱۳۹۰
  - عکاس (با همراهی علی مرشدی)
  - خط رو خط
- ۱۳۹۱
  - آره همین‌جور (با همراهی علیشمس و ملانی آوانسیان)
  - عاشقم کردی
  - فقط اولش خوب بود
  - وای چقد مستم من
- ۱۳۹۲
  - فقط یه نفر تو ایران بود
  - عطسه
  - از همون حرفا
  - وقتی با همدیگه‌ایم
- ۱۳۹۳
  - نگو نه
  - منو ببخش
  - تو عوض نمیشی
  - من مثل دیوونه‌هام
  - عاشق یکی شدم
  - آلزایمر
  - بعد من
  - عشق نه، مرسی
  - دیگه نیستم
  - شانس
  - خیالاتی (با همراهی ملانی)
- ۱۳۹۴
  - بد شد
  - دروغ محض
  - حالش خوبه
  - تکراری
  - اشتباه
  - هیپنوتیزم
  - مصنوعی (همراه با کوروش مقیمی)
  - ساقیا
- ۱۳۹۵
  - یه کم یه کم
  - سلام
  - نوش
- ۱۳۹۶
  - استاد
- ۱۳۹۷
  - چه پسری
  - حالی حالی
  - جنتلمن
- ۱۳۹۸
  - دکتر
- ۱۳۹۹
  - تهران، توکیو
- ۱۴۰۰
  - مامان منو ببخش
- ۱۴۰۲
  - برادران لیلا
  - هولو (همراه با آرش)
- ۱۴۰۳
  - مارمولک

### کنسرت‌ها
در تاریخ ۱ سپتامبر ۲۰۱۳ ساسی کنسرتی در تورنتو کانادا اجرا کرد.
همچنین در اواخر ۲۰۱۳ کنسرتی در دبی و همچنین در اوایل ۲۰۱۴ کنسرتی در سوئد برگزار کرد.